# Тип 96
Type 96 (спочатку Type 88C) — основний бойовий танк другого покоління, що стоїть на озброєнні народної-визвольної армії Китаю.
Прийнятий на озброєння народно-визвольної армії Китаю в 1997 році. Type 96 поряд з новітнім Type 99 складають основу бронетанкових частин НВАК.

## Модифікації

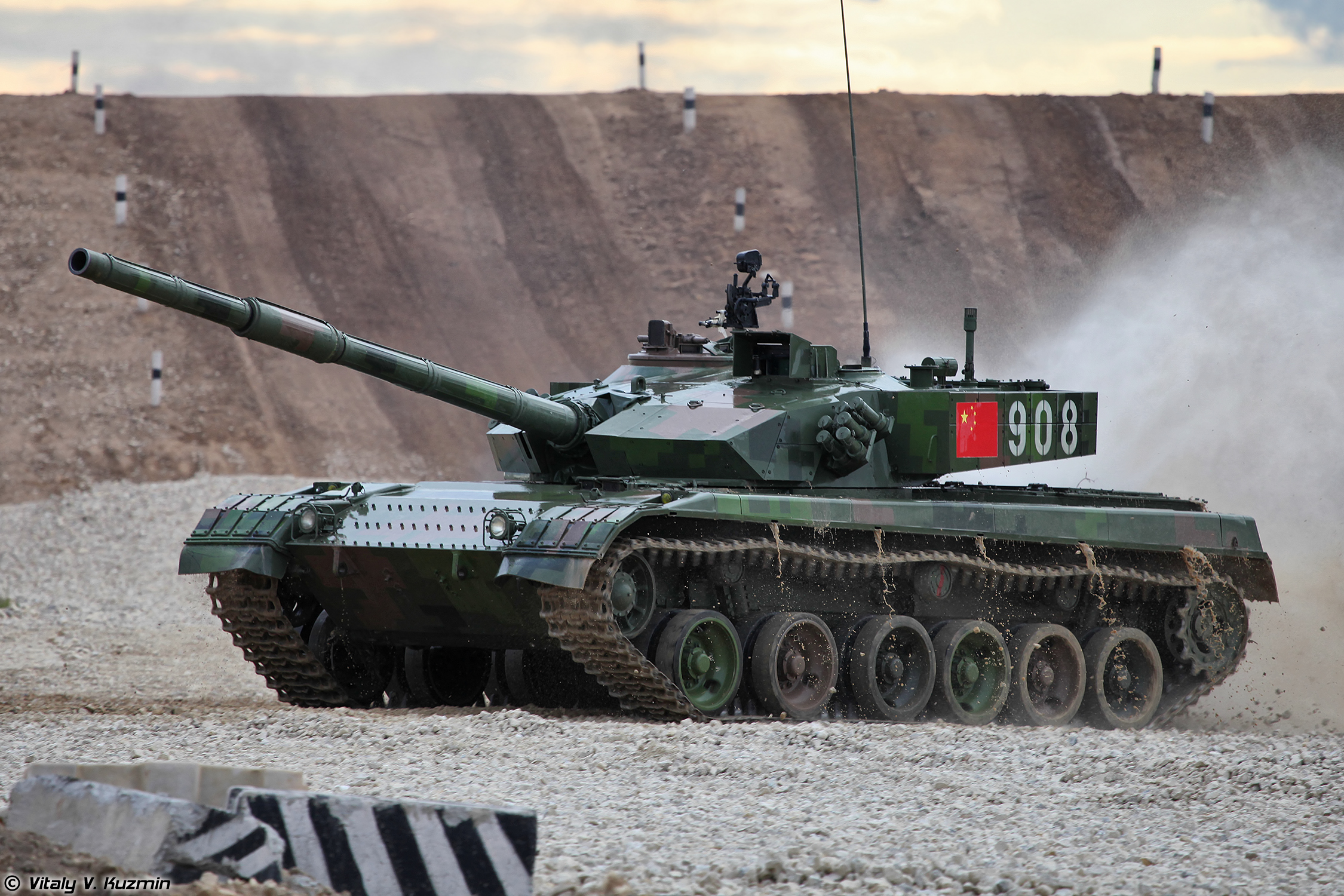
Type 96A

- Type 88C — передсерійна модифікація.
- Type 96 — базова модифікація, що випускалася з 1997 по 2005 рік.
- Type 96А — сучасна модифікація, випускається з 2005 року; оснащується вбудованим динамічним захистом, тепловізором, комплексом електро-оптичної активного захисту від високоточної зброї зразок російської «Штори», сучасним лазерним далекоміром.